# Navtex
Cet article possède un paronyme, voir NAVTEQ.

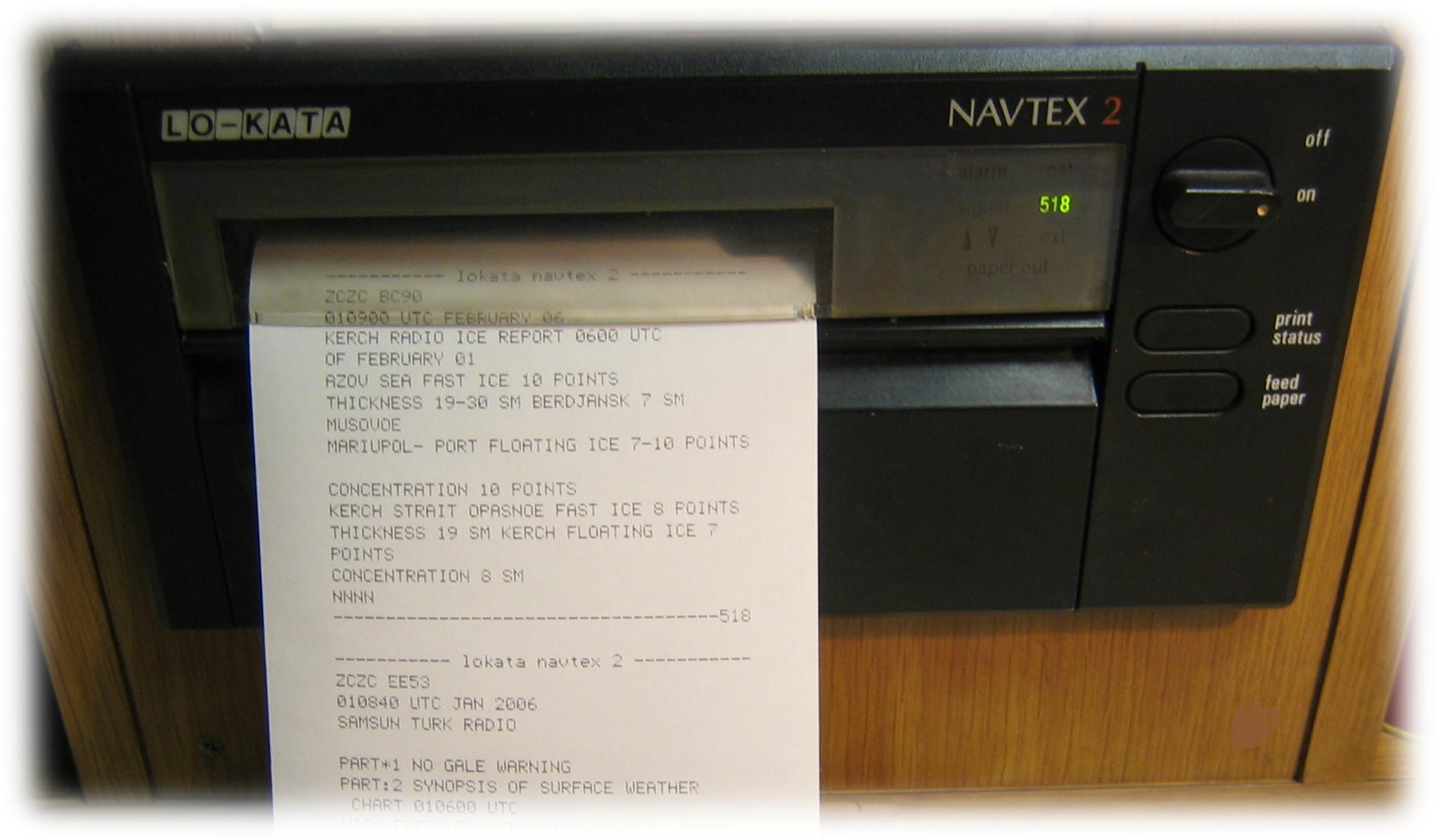
Récepteur NAVTEX.

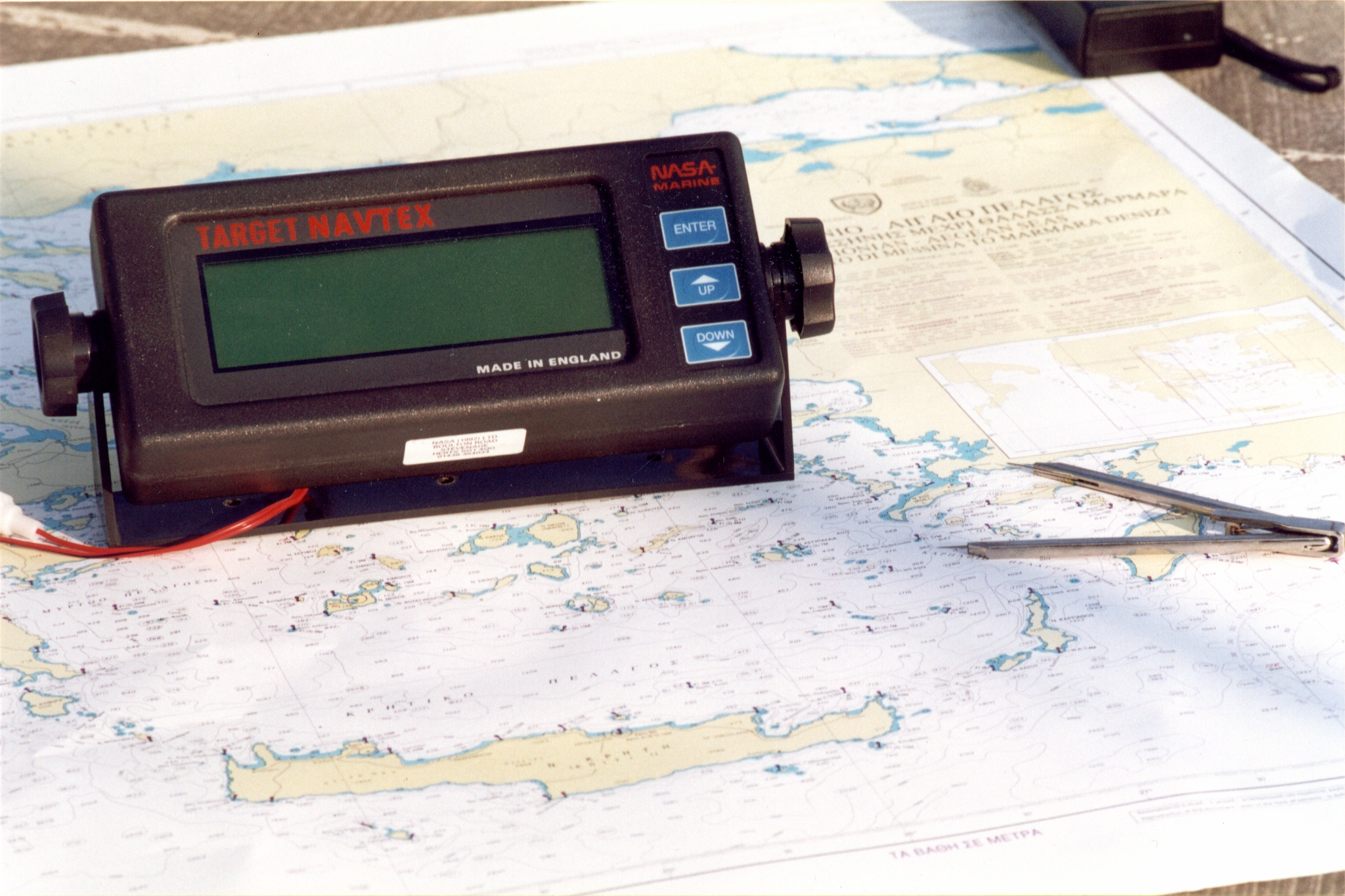
Récepteur maritime Navtex transportable

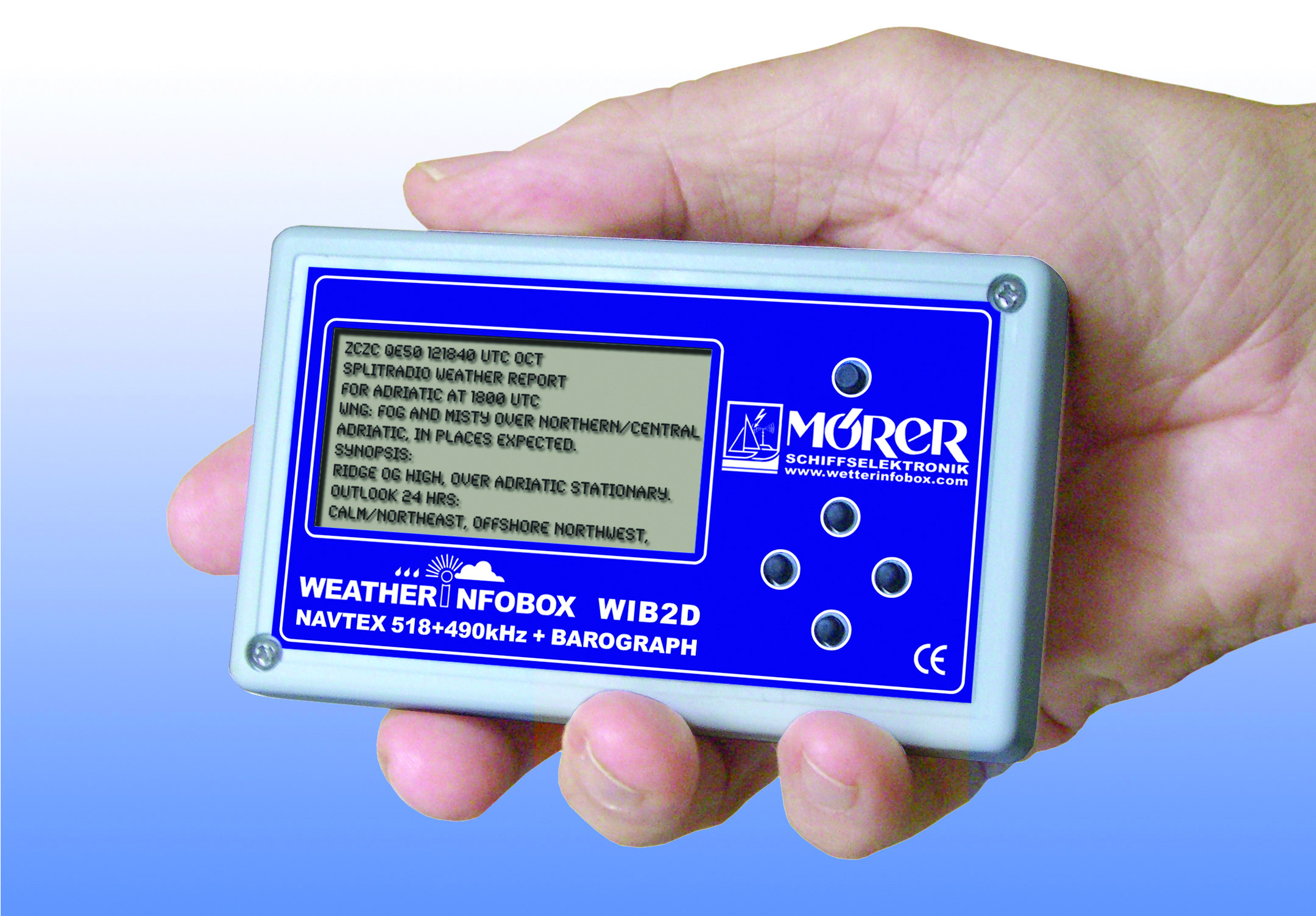
Récepteur Navtex mobile

Le NAVTEX (NAVigational TEleX Messages) désigne un système d'information maritime automatique en radiotélétype. Il fait partie du système mondial de détresse et de sécurité en mer. Le terme peut aussi désigner un message transitant par ce système. Il fait partie des systèmes de la marétique.

## Principe
Le système est à moyenne portée et travaille sur une fréquence fixe internationale de 518 kHz.
À bord des navires, le Navtex est un simple récepteur doublé d'une imprimante ou d'un écran. Il doit être en service lorsque le bateau est en mer et permet de recevoir les informations émises par différentes stations émettrices préprogrammées.
Les messages s'enregistrent ou s'impriment sans intervention. Une alarme est également prévue pour attirer l'attention du personnel de quart en cas de message à caractère urgent.

## Détails
- Émission sur une fréquence unique : 518 kHz[1] (émission sur 4 209,5 kHz en zone tropicale[2]).
- Utilisation de la langue anglaise.
- Chaque nation peut émettre en supplément sur 490 kHz[3] pour un service en langue nationale. Il existe aussi un service japonais sur 424 kHz.
- Assignation d'horaires d'émission afin d'éviter les brouillages : à tour de rôle, à heure fixe pendant 10 minutes toutes les 4 heures.
- La sélection des émetteurs et des types de messages souhaités est possible, sauf pour certains types de messages.
- En France, les émissions Navtex sont coordonnées par les CROSS.
- Les messages Navtex peuvent être reçus jusqu'à 300 milles marins, voire 400 pour certains récepteurs.
- Le type de modulation est le SITOR B, classe d'émission F1B (FSK), déplacement de fréquence de 170 Hz, vitesse 100 bauds.
- La réception s'effectue en bande latérale unique supérieure et également dans le mode RTTY (F1B) afin de bénéficier des filtres à bande étroite si le récepteur en est doté.

## Message type
L'information reçue est enregistrée en mémoire et affichée sur l'écran ou imprimée directement sur l'imprimante intégrée. Chaque message débute par la séquence ZCZC, puis
un espace et 4 B, le premier B identifie la station émettrice, le second le type de sujet, les troisième et quatrième le numéro du message émis par la station. Le message lui-même suit ensuite, et la séquence se termine par 4 N (NNNN).
Message type :
```
ZCZC

B¹B²B³B⁴
, selon le code suivant :
 B¹ : Station émettrice
 B² : type de message
 B³B⁴ : numérotation.

Texte du message

NNNN
```

## Liste des origines de message
Le champ noté B1 ci-dessus exprime un émetteur, dans une zone de navigation donnée. Il y a vingt-et-une zone différentes. Un même pays peut éventuellement appartenir à plusieurs zones : ainsi, trois zones sont associées à la France. Dans chacune de ces zones, certaines stations sont affectées à la fréquence de 490 kHz, les autres à 518 kHz. Par exemple :

### Zone I

#### 518 kHz
- K : Niton, Angleterre
- M : Ostende, Belgique
- P : Den Helder, Pays-Bas

### Zone IV

#### 518 kHz
- A : Miami, Floride
- C : San Francisco, Californie
- E : Charleston, Caroline du Sud
- F : Boston, Massachusetts
- G : New Orleans, Louisiane
- J : Kodiak, Arkansas (Aussi désigné par la lettre X)
- N : Portsmouth, Virginie
- O : Honolulu, Hawaï
- Q : Cambria, Californie
- R : San Juan, Porto Rico
- V : Iles Marianne
- W : Astoria, Oregon

## Liste des types de message
Le champ noté B2 ci-dessus peut prendre les valeurs suivantes :
- A : Navigational warning — Alerte de navigation
- B : Meteorological warning — Alerte météo
- C : Ice reports — Bulletin sur les icebergs et les glaces en général
- D : SAR (Search and rescue) — Recherche et sauvetage en mer
- E : Meteorological forecast — Bulletin météo
- F : Pilot — Pilotage maritime
- G : AIS — Système d'identification automatique des navires
- H : Loran — système LORAN
- I : Spare — disponible
- J : Satnav — Navigation par satellites
- K : Other electronic aids — Autres aides électroniques
- L : Navigationnal warning additionnal — Alerte de navigation supplémentaire
- V : Information pour les pêcheurs (USA uniquement, non utilisé)
- W : Environnement  (USA uniquement, non utilisé)
- X : Special — Message spécial
- Y : Special — Message spécial
- Z : No message to be broadcast — Pas de message à transmettre